# Shang-Chi and the Legend of the Ten Rings
Shang-Chi and the Legend of the Ten Rings är en amerikansk superhjältefilm som är baserad på Marvel Comics karaktär Shang-Chi. Filmen är producerad av Marvel Studios och distribueras av Walt Disney Studios Motion Pictures, och är den tjugofemte filmen i Marvel Cinematic Universe (MCU). Filmen är regisserad av Destin Daniel Cretton, skriven av Dave Callaham.
Filmen hade biopremiär i Sverige den 1 september 2021, utgiven av Walt Disney Studios Motion Pictures.

## Handling
När Shang-Chi dras in i den hemliga Ten Rings-organisationen tvingas han konfrontera sitt förflutna som han hade lämnat bakom sig.

## Rollista (i urval)
| - Simu Liu – Shang-Chi - Tony Leung – Xu Wenwu / The Mandarin - Awkwafina – Katy Chen - Ben Kingsley – Trevor Slattery - Meng'er Zhang – Xialing - Fala Chen – Ying Li - Michelle Yeoh – Ying Nan - Yuen Wah – Guang Bo - Florian Munteanu – Razor Fist | - Andy Le – Death Dealer - Jodi Long – Mrs. Chen - Dallas Liu – Ruihua Chen - Ronny Chieng – Jon Jon - Zach Cherry – Clev - Benedict Wong – Wong - Tim Roth – Emil Blonsky / Abomination (röst) - Mark Ruffalo – Bruce Banner (cameo) - Brie Larson – Carol Danvers / Captain Marvel (cameo) |